# Genouillac (Charente)
Genouillac foi uma comuna francesa na região administrativa da Nova Aquitânia, no departamento de Charente. Estendia-se por uma área de 14,59 km². Em 2010 a comuna tinha 610 habitantes (densidade: 41,8 hab./km²).
Em 1 de janeiro de 2019, passou a formar parte da nova comuna de Terres-de-Haute-Charente.